# Kamenný vrch (Hanušovická vrchovina)
Kamenný vrch (964 m n. m.) je vrchol v Hanušovické vrchovině, zhruba 9 km východně od města Šumperk, na pomezí katastrů obcí Hraběšice a Nový Malín v okrese Šumperk. Na vrcholu se tyčí asi 9 metrů vysoká skála, ze které je krásný rozhled.